# Glochidion gracile
Glochidion gracile är en emblikaväxtart som beskrevs av Airy Shaw. Glochidion gracile ingår i släktet Glochidion och familjen emblikaväxter. Inga underarter finns listade i Catalogue of Life.